# Partie entière et partie fractionnaire
Pour les articles homonymes, voir Partie et Entier.

Représentation graphique en escalier de la fonction « partie entière ».

En mathématiques et en informatique, la partie entière par défaut, ou partie entière inférieure, en général abrégée en partie entière tout court, d'un nombre réel {\displaystyle x} est le plus grand entier relatif (positif, négatif ou nul) inférieur ou égal à {\displaystyle x}. 
Notée le plus souvent {\displaystyle \lfloor x\rfloor }, elle est entièrement définie par :
Son existence est garantie par la propriété d'Archimède. Dans le cas où {\displaystyle x} est un nombre rationnel, sa partie entière n'est autre que le quotient euclidien de son numérateur par son dénominateur.
La différence entre un nombre {\displaystyle x} et sa partie entière est appelée sa partie fractionnaire ou partie décimale.
On définit également la partie entière par excès ou partie entière supérieure comme le plus petit entier supérieur ou égal à {\displaystyle x}.

## Notations
La partie entière (par défaut) de {\displaystyle x} est notée conventionnellement {\displaystyle \lfloor x\rfloor }, c'est-à-dire avec les anglets « plancher à gauche » ({\displaystyle \lfloor }) et « plancher à droite » ({\displaystyle \rfloor }). La fonction partie entière est souvent notée {\displaystyle \mathrm {E} } ou {\displaystyle \mathrm {\underline {E}} }.
On utilise aussi la notation {\displaystyle [x]} mais celle-ci a tendance à être remplacée par la notation {\displaystyle \lfloor x\rfloor } car elle peut être confondue avec des parenthèses. De plus, il y a symétrie entre la partie entière inférieure (appelée en anglais floor, « plancher ») définie par l’encadrement :   

Représentation graphique de la fonction « troncature ».

et la partie entière supérieure (appelée en anglais ceiling, « plafond ») définie par :
La partie entière ne doit pas être confondue avec la troncature à l'unité, ou troncature entière, qui correspond à la suppression des décimales en notation usuelle et qui diffère de la partie entière pour les nombres négatifs.
Par exemple, la partie entière de –1,5 vaut –2, tandis que sa troncature à l'unité vaut –1.

## Partie fractionnaire

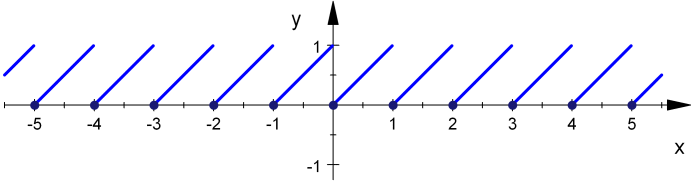
Représentation graphique en "dents de scie" de la fonction « partie fractionnaire ».

La partie fractionnaire d'un nombre réel {\displaystyle x}, notée {\displaystyle \{x\}},, ou parfois {\displaystyle \left\langle x\right\rangle } , est la différence entre ce nombre et sa partie entière par défaut :
La partie fractionnaire d'un nombre est un réel positif ou nul strictement inférieur à 1.
On trouve également le terme de partie décimale du nombre, notamment pour les nombres décimaux.
Certains considèrent le terme partie fractionnaire impropre pour les nombres irrationnels, car cette partie n'est alors pas rationnelle, donc n'est pas une fraction. Mais « partie décimale » n'est pas plus correct dans le cas des nombres qui ne sont pas eux-mêmes décimaux, car cette partie n'est alors pas décimale non plus.

## Propriétés générales
Tout réel {\displaystyle x} vérifie les propriétés suivantes, où {\displaystyle \mathbb {Z} } est l'ensemble des entiers relatifs :
- {\displaystyle x=\lfloor x\rfloor +\{x\}} ; avec {\displaystyle 0\leqslant \{x\}<1} ;
- pour tout {\displaystyle n\in \mathbb {Z} }, on a {\displaystyle \lfloor x+n\rfloor =\lfloor x\rfloor +n} ;

- {\displaystyle \lfloor -x\rfloor +\lfloor x\rfloor =\left\{{\begin{array}{rl}0&{\text{si }}x\in \mathbb {Z} {\text{,}}\\-1&{\text{sinon.}}\end{array}}\right.} ;

- {\textstyle \lfloor x\rfloor +\lfloor y\rfloor \leqslant \lfloor x+y\rfloor \leqslant \lfloor x\rfloor +\lfloor y\rfloor +1} avec y réel[note 3].

Pour tout entier {\displaystyle n} strictement positif :
- {\displaystyle 0\leqslant \lfloor nx\rfloor -n\lfloor x\rfloor \leqslant n-1} (car {\displaystyle n\lfloor x\rfloor \leqslant nx<n\lfloor x\rfloor +n}) ;
- {\displaystyle \left\lfloor {\frac {\lfloor nx\rfloor }{n}}\right\rfloor =\lfloor x\rfloor } (car {\displaystyle \lfloor x\rfloor \leqslant {\frac {\lfloor nx\rfloor }{n}}\leqslant x}) , d'où {\displaystyle \left\lfloor {\frac {\lfloor x\rfloor }{n}}\right\rfloor =\left\lfloor {x \over {n}}\right\rfloor };
- {\displaystyle \lfloor x\rfloor +\left\lfloor x+{\frac {1}{n}}\right\rfloor +\left\lfloor x+{\frac {2}{n}}\right\rfloor +\cdots +\left\lfloor x+{\frac {n-1}{n}}\right\rfloor =\lfloor nx\rfloor }[7].

## Fonction partie entière
La fonction partie entière n'est pas continue en une valeur entière, mais est continue à droite et semi-continue supérieurement.
Sa dérivée au sens des distributions est le peigne de Dirac de période 1.

## Fonction partie fractionnaire
Parfois notée {\displaystyle {\text{frac}}}, elle est continue à droite et semi-continue supérieurement. Elle est aussi périodique, de période {\displaystyle 1} (d'après la remarque immédiate,: pour tout entier {\displaystyle n,} {\displaystyle \lfloor x+n\rfloor =\lfloor x\rfloor +n.})
Sur {\displaystyle \mathbb {R} \backslash \mathbb {Z} ,x\mapsto \{x\}} admet la décomposition en série de Fourier :
{\displaystyle \{x\}={\frac {1}{2}}-\sum _{n=1}^{\infty }{\frac {\sin(2\pi nx)}{n\pi }}.}
Pour obtenir une décomposition en série de Fourier valable sur tout {\displaystyle \mathbb {R} ,} on pose :
{\displaystyle ((x))=-\sum _{n=1}^{\infty }{\frac {\sin(2\pi nx)}{n\pi }}={\begin{cases}\{x\}-{\frac {1}{2}}&{\mbox{si }}x{\mbox{ n'}}{\mbox{est pas entier,}}\\0&{\mbox{sinon.}}\end{cases}}}

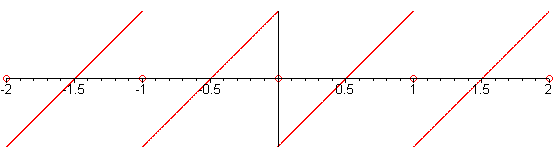
Représentation de la fonction.

Animation de la décomposition en série de Fourier de la fonction avec un nombre croissant d'harmoniques.

À proximité de l'image de chaque nombre entier, on observe un phénomène de Gibbs sur la décomposition en série de Fourier de cette fonction, qui persiste malgré l'augmentation du nombre de coefficients calculés (voir l'animation ci-contre).
La fonction {\displaystyle x\mapsto ((x))} intervient aussi dans l'expression des sommes de Dedekind, ainsi que dans la formule d'Euler Mac-Laurin.

## Partie entière par excès

Représentation graphique de la fonction « partie entière supérieure ».

Aussi appelée partie entière supérieure, elle peut se définir par l'expression :
{\displaystyle \lceil x\rceil =-\mathrm {\lfloor } -x\rfloor }.
La fonction {\displaystyle x\mapsto \left\lceil x\right\rceil }, parfois notée {\displaystyle {\overline {\text{E}}}} , est continue à gauche et semi-continue inférieurement.
En outre, pour tout {\displaystyle n\in \mathbb {Z} } :
{\displaystyle n=\lfloor n/2\rfloor +\lceil n/2\rceil } ;
{\displaystyle \forall m\in \mathbb {N} ^{*}\quad \left\lceil {\frac {n}{m}}\right\rceil =\left\lfloor {\frac {n+m-1}{m}}\right\rfloor =\left\lfloor {\frac {n-1}{m}}\right\rfloor +1}.

## Exemples
| x          | Partie entière {\displaystyle \lfloor x\rfloor } | par excès {\displaystyle \lceil x\rceil } | Partie fractionnaire {x} |
| ---------- | ------------------------------------------------ | ----------------------------------------- | ------------------------ |
| 12/5 = 2,4 | 2                                                | 3                                         | 2/5 = 0,4                |
| 2,9        | 2                                                | 3                                         | 0,9                      |
| −2,7       | −3                                               | −2                                        | 0,3                      |
| −2         | −2                                               | −2                                        | 0                        |

## Définitions équivalentes
Dans les formules suivantes, x et y sont des nombres réels, m, n et k sont des entiers relatifs.
Les parties entières par défaut et par excès peuvent aussi être définies par :
{\displaystyle \lfloor x\rfloor =\max\{m\in \mathbb {Z} \mid m\leqslant x\}\ ;} {\displaystyle \lceil x\rceil =\min\{n\in \mathbb {Z} \mid n\geqslant x\}.}
Dans un intervalle semi-ouvert de largeur 1, il existe un seul entier ; donc pour tout réel x, il existe deux entiers m et n, égaux si x est entier, tels que :
{\displaystyle x-1<m\leqslant x\leqslant n<x+1.}
Les parties entières par défaut et par excès peuvent alors aussi être définies par :
{\displaystyle \lfloor x\rfloor =m\ ;\ \lceil x\rceil =n.}
D'autres formules équivalentes peuvent être utilisées pour simplifier des expressions avec des parties entières:
{\displaystyle {\begin{matrix}\lfloor x\rfloor &=&m&\iff &m&\leqslant &x&<&m+1,\\\lceil x\rceil &=&n&\iff &n-1&<&x&\leqslant &n.\end{matrix}}}

## Applications

### Expression du PGCD
La propriété {\displaystyle \lfloor -x\rfloor +\lfloor x\rfloor =\left\{{\begin{array}{rl}0&{\text{si }}x\in \mathbb {Z} \\-1&{\text{sinon,}}\end{array}}\right.} est utilisée dans une démonstration du fait que si a et b sont des entiers strictement positifs premiers entre eux alors (formule dite « de Sylvester », ou  « de Polezzi » ) :
formule pouvant être généralisée pour tous entiers a et b strictement positifs, :
{\displaystyle \sum _{k=0}^{b-1}\left\lfloor k{\frac {a}{b}}\right\rfloor ={\frac {(a-1)(b-1)+\operatorname {pgcd} (a,b)-1}{2}}}
Cette formule peut être inversée de sorte à donner une formule explicite pour le PGCD :
On en déduit également :

### Fonctions arithmétiques
Si a et b sont des entiers strictement positifs, {\displaystyle \left\lfloor {\frac {a}{b}}\right\rfloor } est le nombre de multiples de b qui sont inférieurs ou égaux à a : {\displaystyle \left\lfloor {\frac {a}{b}}\right\rfloor =\sum _{\begin{matrix}1\leqslant k\leqslant a\\b|k\end{matrix}}1}.
Si, par exemple, une fonction arithmétique est définie par {\displaystyle f(n)=\sum _{d|n}g(d)}, la somme des n premiers termes vérifie :
{\displaystyle \sum _{k=1}^{n}f(k)=\sum _{d=1}^{n}\left\lfloor {\frac {n}{d}}\right\rfloor g(d)}.

## Arrondi entier et arrondi à une précision donnée

### Définition et notations
L'arrondi entier d'un nombre réel {\displaystyle x}, noté {\displaystyle {\text{arrondi}}(x)} ou {\displaystyle {\text{EPP}}(x)}, est l'entier le plus proche de {\displaystyle x} ; s'il y en a deux, on choisit par convention le plus grand en valeur absolue de façon que la fonction {\displaystyle {\text{arrondi}}} soit une fonction impaire.
On a : {\displaystyle {\text{arrondi}}(x)={\begin{cases}\left\lfloor x+1/2\right\rfloor &{\mbox{si }}x\geqslant 0\\\left\lceil x-1/2\right\rceil &{\mbox{si }}x\leqslant 0\end{cases}}}
ce qui peut se résumer en une seule formule valable pour tout nombre réel {\displaystyle x} :
{\displaystyle {\text{arrondi}}(x)=\operatorname {sgn}(x)\left\lfloor \left\vert x\right\vert +1/2\right\rfloor }.
Comme l'arrondi d'un réel {\displaystyle x} est égal à sa partie entière inférieure ou supérieure, il est aussi parfois noté {\displaystyle \left\lfloor x\right\rceil }.
En résumé, les parties supérieures, inférieures, et l'arrondi entier sont caractérisés par les inégalités suivantes (la troisième uniquement pour {\displaystyle x} positif) :
{\displaystyle \left\{{\begin{array}{c}\left\lfloor x\right\rfloor \leqslant x<\left\lfloor x\right\rfloor +1\\\left\lceil x\right\rceil -1<x\leqslant \left\lceil x\right\rceil \\\left\lfloor x\right\rceil -0{,}5\leqslant x<\left\lfloor x\right\rceil +0{,}5\end{array}}\right.}

### Arrondi à une précision donnée
Étant donné un réel strictement positif {\displaystyle \varepsilon }, l'arrondi à la précision {\displaystyle \varepsilon } d'un réel {\displaystyle x} est le nombre multiple de {\displaystyle \varepsilon } le plus proche de {\displaystyle x} :
{\displaystyle {\text{arrondi}}_{\varepsilon }(x)=\varepsilon \cdot {\text{arrondi}}\left({\frac {x}{\varepsilon }}\right)}
Étant donné un entier {\displaystyle n} , l'arrondi décimal  de {\displaystyle x} à l'ordre {\displaystyle n}, est l'arrondi de {\displaystyle x} à la précision {\displaystyle 10^{-n}} :
{\displaystyle {\text{arrondi}}_{n}(x)=10^{-n}{\text{arrondi}}\left(10^{n}x\right)}.
Par exemple, les arrondis d'ordres 0,1,2,3,4 du nombre {\displaystyle 3{,}1805} sont successivement :
{\displaystyle 3\,-\,3{,}2\,-\,3{,}18\,-\,3{,}181\,-\,3{,}1805}
Lorsqu'on écrit {\displaystyle x\approx 3{,}120}, cela signifie que l'arrondi à l'ordre 3 de {\displaystyle x} est égal à {\displaystyle 3{,}120}, autrement dit que {\displaystyle 3{,}1195\leqslant x<3{,}1205}.

## Parties entière et fractionnaire d'une fraction rationnelle

### Définition
Par analogie avec le fait que la partie entière d'un rationnel {\displaystyle a \over b} est le quotient euclidien de {\displaystyle a} par {\displaystyle b}, on définit la partie entière d'une fraction rationnelle {\displaystyle F={A \over B}} comme le quotient euclidien de {\displaystyle A} par {\displaystyle B}, après avoir montré que ce quotient ne dépend pas du représentant {\displaystyle {A \over B}} de la fraction. La partie entière de {\displaystyle F} est donc l'unique polynôme {\displaystyle Q} tel que {\displaystyle {A \over B}=Q+{R \over B}} avec {\displaystyle R} polynôme de degré strictement inférieur à celui de {\displaystyle B}. Notation : {\displaystyle {\text{E}}(F)}. Notons que cette partie entière n'est pas un entier, mais un polynôme.
La partie fractionnaire est {\displaystyle F-{\text{E}}(F)={R \over B}}.
Ces définitions se transmettent aux fonctions rationnelles.

### Propriétés
- P1 : si {\displaystyle F} est de degré < 0, {\displaystyle {\text{E}}(F)=0}, et sinon {\displaystyle \deg({\text{E}}(F))=\deg(F)} (et donc {\displaystyle {\text{E}}(F)=0\Leftrightarrow \deg {F}<0}).

- P2 : un polynôme {\displaystyle Q} est la partie entière d'une fraction rationnelle {\displaystyle F} si et seulement si {\displaystyle F-Q} est de degré strictement négatif.

- P3 : la partie entière d'une somme est la somme des parties entières : {\displaystyle {\text{E}}(F+G)={\text{E}}(F)+{\text{E}}(G)}

Cette dernière propriété différencie la notion de partie entière dans les réels et dans les fractions rationnelles ; elle est très utile pour la recherche de décomposition en éléments simples.

### Application
La partie entière d'un fonction rationnelle {\displaystyle f} de degré > 0 est une fonction polynomiale asymptote à {\displaystyle f} au voisinage de +∞ et -∞.